# Oväder i skärgården
Oväder i Skärgården eller Den flygande holländaren är en målning av August Strindberg. Den målades 1892 och ingår sedan 1919 i samlingarna på Statens Museum for Kunst i Köpenhamn.
På försommaren 1892 var Strindberg på Dalarö i Stockholms skärgård för att måla. Motiven var hotfulla himlar, stormande hav och sjömärken. Strindberg benämnde denna målning Den flygande holländaren som en referens till den sjökapten som var dömd till att evigt flacka omkring på haven i Richard Wagner opera med samma namn. För Strindberg fungerade måleriet som en ventil när han hade svårt att skriva och i hans känslomässiga kris efter skilsmässan från Siri von Essen 1891. 